# Zalka Zsigmond
Gombai és marcsa-magyari Zalka Zsigmond (Németi (Sopron megye), 1861. november 9. – Magyaróvár, 1931. október 15.) agrokémikus, a kassai, majd a Magyaróvári Magyar Királyi Gazdasági Akadémia igazgatója és a kassai szeszkísérleti állomás alapító vezetője, a hazai szeszgyártás elismert szaktekintélye.

## Élete
Középiskolai tanulmányait a soproni főreáliskolában abszolválta. A budapesti Műegyetemen vegyész, majd a Magyaróvári Magyar Királyi Gazdasági Akadémia elvégzésével gazdász oklevelet is szerzett. 1885-ben került a Magyaróvári Gazdasági Akadémia vegyészeti tanszékére tanársegédnek és ezzel egyidejűleg a vegykísérleti állomás munkatársa is lett. Áthelyeztetett mint segédtanár Debrecenbe 1888-ban; ugyanazon minőségben 1890-ben Keszthelyre és 1891-ben Kassára; 1892-től az általános vegytan, gazdasági vegytan és a mezőgazdasági technológia rendes tanára volt, ugyanott 1907-ben igazgató-helyettes, később pedig igazgató lett. 1899-ben ő szervezte meg a kassai Szeszkísérleti Állomást. Az 1900. évi párizsi nemzetközi kiállítás alkalmával munkásságáért I. Ferenc József kitüntette.
1920-ban a cseh megszállás következtében visszatért Magyaróvárra. 1922-ben vonult nyugdíjba, de előadóként tovább oktatta a mezőgazdasági kémiát. 1930-ban, Bánvárth Sándor halála után rangidős tanárként rövid ideig a Magyaróvári Magyar Királyi Gazdasági Akadémia megbízott igazgatójaként is működött Groffits Gábor előtt.
Kutatásai és kísérletei elsősorban az erjedési ipar tudományos és gyakorlati fejlődését mozdították elő. Szeszgyártással kapcsolatos szaktudását külföldön is elismerték. Szakirodalmi munkássága jelentős.
Az első világháború alatti helytállásáért megkapta a Ferenc József-rend tiszti keresztjét és kétszer a Signum Laudis kitüntetést. Sírja a magyaróvári temetőben található.
Cikkeket írt a Köztelekbe (VI. 1876., 1879.) és a Mezőgazdasági Szemlébe (IV. 1883.); a Magyar Dohányujságnak, a Magyar Szesztermelőnek, az Általános Szeszipari Közlönynek és a Gyakorlati Mezőgazdának is munkatársa volt.

## Munkái
- Összehasonlító kísérletek különböző préselt élesztőkkel és tisztafajta élesztővel. Magyar-Óvár, 1895 (kőnyomat)
- Az ipari tejsav alkalmazása a szeszgyári műélesztő készítésénél. A gabonafélékből készült zöldmaláta czukorontó és elfolyósító képességének összehasonlítása és a merzezés befolyása a czukrosító, elfolyósító képessége. Bpest, 1900 (Kísérletügyi Közlemények III)
- A kassai m. kir. tanintézet könyvtárának jegyzéke 1902. évben. Kassa, 1902
- Mezőgazdasági szeszgyártás 69 szövegábrával. Kassa, 1903. (Magyar Gazda Könyvtára XXIV. 2. jav. és bőv. kiadás. 85 ábrával. Kassa, 1905)
- Szeszfőzés gyümölcsökből, borból és borkészítés melléktermékeiből. 17 szövegábrával. Kassa, 1906

Társszerkesztője volt 1892-94-ig a Gyakorlati Mezőgazdának Kassán, 1894-től 1916-ig vezette a Köztelek gazdasági ipari rovatát.